# Klauwpijp
De Klauwpijp of Klauwpijpbreuk is een breuk in Nederlands Zuid-Limburg in de gemeente Valkenburg aan de Geul.
De naam van de breuk verwijst naar een spleet of pijp die gevuld is met vuursteen (klauw = vuursteen) en tufkrijt en aangetroffen werd in een groeve bij Oud-Valkenburg.
Ten noorden van Valkenburg ligt de Schin op Geulbreuk.

## Ligging
De breuk is oost-west georiënteerd en loopt via Oud-Valkenburg, de zuidkant van de Heunsberg, kruist de Daalhemerweg, bovenaan de Cauberg, via Vilt en het dorp Berg.
De klauwpijp doorkruist onder andere de Ackermansgroeve. Daarentegen vormde in de Gemeentegrot de Klauwpijp als een barrière, waardoor de breuk voor deze groeve de zuidgrens vormt. Ook met de ontginning van de hoger gelegen Roebroekgroeve vormde de breuk een barrière.

## Kalksteen
De Klauwpijp is een breuk met verzet waardoor er een hoogteverschil zit tussen de kalksteen ten noorden en zuiden van de breuk. De kalksteen ten zuiden van de breuk ligt hoger dan aan de noordzijde met een hoogteverschil tussen de 16 tot 32 meter.
In de Ackermansgroeve werd vroeger zowel Kalksteen van Meerssen als Kalksteen van Emael gewonnen, beide uit de Formatie van Maastricht. Doordat door het zuidelijk deel van de groeve de Klauwpijp loopt is er een hoogteverschil van meer dan tien meter en sluiten deze kalksteenlagen direct op elkaar aan, terwijl dat elders niet het geval is.